# Covarianza (probabilità)
In statistica e in teoria della probabilità, la covarianza di due variabili statistiche o variabili aleatorie è un valore numerico che fornisce una misura di quanto le due varino assieme.

## Probabilità

### Definizione
La covarianza di due variabili aleatorie {\displaystyle X} e {\displaystyle Y} è il valore atteso del prodotto delle loro distanze dalla media:
{\displaystyle \mathrm {Cov} (X,Y)=\mathbb {E} {\Big [}{\big (}X-\mathbb {E} [X]{\big )}(Y-\mathbb {E} [Y]{\big )}{\Big ]}.}
La covarianza di {\displaystyle X} e {\displaystyle Y} può anche essere espressa come la differenza tra il valore atteso del loro prodotto e il prodotto dei loro valori attesi:
{\displaystyle \mathrm {Cov} (X,Y)=\mathbb {E} [XY]-\mathbb {E} [X]\mathbb {E} [Y].}
Infatti per la linearità del valore atteso risulta
{\displaystyle \mathbb {E} {\Big [}XY-X\mathbb {E} [Y]-\mathbb {E} [X]Y+\mathbb {E} [X]\mathbb {E} [Y]{\Big ]}=\mathbb {E} [XY]-\mathbb {E} [X]\mathbb {E} [Y]-\mathbb {E} [X]\mathbb {E} [Y]+\mathbb {E} [X]\mathbb {E} [Y]=\mathbb {E} [XY]-\mathbb {E} [X]\mathbb {E} [Y].}

### Proprietà
La covarianza rispetta le seguenti proprietà, per variabili aleatorie {\displaystyle X}, {\displaystyle Y} e {\displaystyle Z}, e costanti {\displaystyle a} e {\displaystyle b}:
- {\displaystyle {\text{Cov}}(X,Y)={\text{Cov}}(Y,X)\ }
- {\displaystyle {\text{Cov}}(aX+b,Y)=a{\text{Cov}}(X,Y)\ }
- {\displaystyle {\text{Cov}}(X+Y,Z)={\text{Cov}}(X,Z)+{\text{Cov}}(Y,Z)\ }

Due variabili aleatorie indipendenti hanno covarianza nulla, poiché dalla loro indipendenza segue
{\displaystyle \mathbb {E} [XY]=\mathbb {E} [X]\mathbb {E} [Y].}
Due variabili aleatorie che hanno covarianza nulla sono incorrelate.
Due variabili aleatorie dipendenti possono essere incorrelate. Ad esempio, se {\displaystyle X} è una variabile aleatoria di legge uniforme sull'intervallo {\displaystyle [-1,1]} e {\displaystyle Y=X^{2}}, allora
{\displaystyle \textstyle {\text{Cov}}(X,Y)={\text{Cov}}(X,X^{2})=\mathbb {E} [X^{3}]-\mathbb {E} [X]\mathbb {E} [X^{2}]=0-0\mathbb {E} [X^{2}]=0.}

### Varianza
La covarianza può essere considerata una generalizzazione della varianza
{\displaystyle {\text{Var}}(X)={\text{Cov}}(X,X)\ }
e compare come termine di correzione nella relazione
{\displaystyle {\text{Var}}(X+Y)={\text{Var}}(X)+{\text{Var}}(Y)+2{\text{Cov}}(X,Y).}
Più in generale, per variabili aleatorie {\displaystyle X_{1},\ldots ,X_{n}} e {\displaystyle Y_{1},\ldots ,Y_{m}} vale
{\displaystyle \textstyle {\text{Var}}(\sum _{i}X_{i})={\text{Cov}}(\sum _{i}X_{i},\sum _{j}X_{j})=\sum _{i,j}{\text{Cov}}(X_{i},X_{j})=\sum _{i}{\text{Var}}(X_{i})+2\sum _{i>j}{\text{Cov}}(X_{i},X_{j}),}
come caso particolare di
{\displaystyle \textstyle {\text{Cov}}\left(\sum _{i}X_{i},\sum _{j}Y_{j}\right)=\sum _{i,j}{\text{Cov}}(X_{i},Y_{j}).}

## Statistica
In statistica la covarianza di due variabili statistiche {\displaystyle X} e {\displaystyle Y}, indicata come {\displaystyle \textstyle \sigma _{X,Y}={\text{Cov}}(X,Y)}, è un indice di variabilità congiunta.
Su una popolazione di {\displaystyle N} osservazioni congiunte {\displaystyle (x_{i},y_{i})}, di rispettive medie {\displaystyle {\bar {x}}} e {\displaystyle {\bar {y}}}, la covarianza osservata è
{\displaystyle \sigma _{X,Y}={\frac {1}{N}}\sum _{i=1}^{N}(x_{i}-{\bar {x}})(y_{i}-{\bar {y}})={\frac {1}{N}}\sum _{i=1}^{N}x_{i}y_{i}-\left({\frac {1}{N}}\sum _{i=1}^{N}x_{i}\right)\left({\frac {1}{N}}\sum _{i=1}^{N}y_{i}\right).}
Uno stimatore della covarianza di {\displaystyle n} osservazioni congiunte {\displaystyle (x_{i},y_{i})} può essere ottenuto correggendo la formula della covarianza, dividendo per il numero di gradi di libertà. In questo caso il numero di gradi di libertà è dato dal numero delle osservazioni, {\displaystyle n}, a cui va sottratto il numero di stimatori utilizzati nel computo della covarianza. Nella covarianza entrano le medie campionarie delle {\displaystyle x_{i},y_{i}}, e si può dimostrare che il computo di queste medie corrisponde alla sottrazione di 1 solo grado di libertà (non due, come ci si potrebbe aspettare). Perciò lo stimatore della covarianza è dato da 
{\displaystyle s_{X,Y}={\frac {\sum _{i=1}^{n}x_{i}y_{i}}{n-1}}-{\frac {\sum _{i=1}^{n}x_{i}}{n-1}}{\frac {\sum _{i=1}^{n}y_{i}}{n}}.}
Lo stimatore della covarianza è anche detto covarianza campionaria.
La varianza e la covarianza intervengono per definire l'indice di correlazione di Bravais-Pearson
{\displaystyle \rho _{X,Y}={\frac {\sum _{i}(x_{i}-{\bar {x}})(y_{i}-{\bar {y}})}{\sqrt {\sum _{j}(x_{j}-{\bar {x}})^{2}\sum _{k}(y_{k}-{\bar {y}})^{2}}}}={\frac {{\text{Cov}}(X,Y)}{\sqrt {{\text{Var}}(X){\text{Var}}(Y)}}}.}
La covarianza è limitata dalla disuguaglianza di Cauchy-Schwarz, infatti siano {\displaystyle U=(x_{1}-{\bar {x}},\ldots ,x_{n}-{\bar {x}})} e {\displaystyle V=(y_{1}-{\bar {y}},\ldots ,y_{n}-{\bar {y}})} i vettori degli scarti degli {\displaystyle x_{i}} e {\displaystyle y_{i}} rispetto alle relative medie, si può applicare la diseguaglianza ottenendo
{\displaystyle |\langle U,V\rangle |\leq {\sqrt {\langle U,U\rangle \langle V,V\rangle }}}
che equivale a scrivere
{\displaystyle \left|\sum _{i=1}^{n}(x_{i}-{\bar {x}})(y_{i}-{\bar {y}})\right|\leq {\sqrt {\sum _{i=1}^{n}(x_{i}-{\bar {x}})^{2}\sum _{i=1}^{n}(y_{i}-{\bar {y}})^{2}}}.}
Moltiplicando per Un fattore {\displaystyle 1/n} entrambi i lati si ottiene la relazione
{\displaystyle |\sigma _{X,Y}|\leq \sigma _{X}\sigma _{Y},}
dove {\displaystyle \sigma _{X}} e {\displaystyle \sigma _{Y}} sono le deviazioni standard per le due variabili. 
Nel caso in cui {\displaystyle z=f(x,y)} possiamo dire che la covarianza è limitata nell'intervallo
{\displaystyle |\sigma _{Z}|\leq |\partial _{x}f(x,y)|\sigma _{X}+|\partial _{y}f(x,y)|\sigma _{Y}.}
Infatti, l'espressione generale per la deviazione standard di {\displaystyle z} è
{\displaystyle \sigma _{Z}={\sqrt {|\partial _{x}f(x,y)|^{2}\sigma _{X}^{2}+|\partial _{y}f(x,y)|^{2}\sigma _{Y}^{2}+2|\partial _{x}f(x,y)||\partial _{y}f(x,y)|\sigma _{X,Y}}}.}
Il valore massimo (minimo), per monotonia delle funzioni, sarà ottenuto in corrispondenza di {\displaystyle \sigma _{X,Y}=\sigma _{X}\sigma _{Y}} ({\displaystyle \sigma _{X,Y}=-\sigma _{X}\sigma _{Y}}), quindi il valore corrispondente di {\displaystyle \sigma _{Z}} massimo sarà
{\displaystyle \sigma _{Z}={\sqrt {|\partial _{x}f(x,y)|^{2}\sigma _{X}^{2}+|\partial _{y}f(x,y)|^{2}\sigma _{Y}^{2}+2|\partial _{x}f(x,y)||\partial _{y}f(x,y)|\sigma _{X}\sigma _{Y}}}=|\partial _{x}f(x,y)|\sigma _{X}+|\partial _{y}f(x,y)|\sigma _{Y}.}
Osserviamo che il valore massimo è dato dalla somma diretta dei contributi delle incertezze tipo moltiplicate per i relativi coefficienti ottenuti linearizzando la relazione. Si dimostra anche che tale formula è generalizzabile al caso di una funzione dipendente da {\displaystyle n} variabili.